# Gary Tobian
Gary Tobian   (Detroit, 14 d'agost de 1935) és un saltador estatunidenc que va competir durant la dècada de 1950. Es casà amb la nedadora Marley Shriver.
El 1956 va prendre part en els Jocs Olímpics d'Estiu de Melbourne, on va guanyar la medalla de plata en la prova de palanca de 10 metres del programa de salts. Quatre anys més tard, als Jocs de Roma, disputà dues proves del programa de salts. Guanyà la medalla d'or en la competició del trampolí de 3 metres i la de plata en la de palanca de 10 metres.
En el seu palmarès també destaca una medalla d'or als Jocs Panamericans de 1959 i una de bronze als de 1955. Guanyà un total de sis campionats nacionals de l'AAU de palanca entre 1955 i 1960 i el de trampolí de 1958, tant indoor com a l'aire lliure. El 1978 fou incorporat a l'International Swimming Hall of Fame.